# Fortaleza de Niš

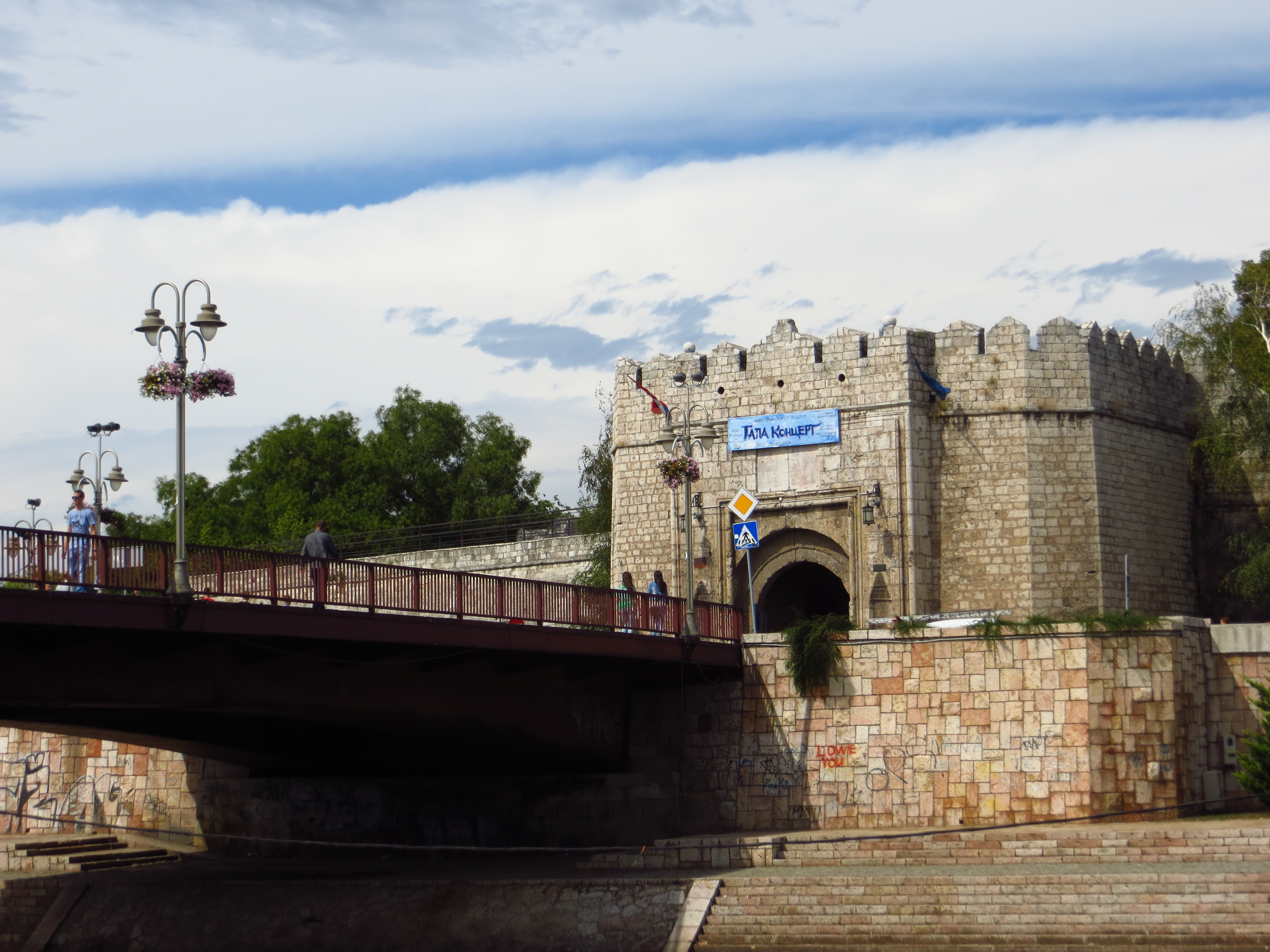
Puerta de acceso a la fortaleza

La Fortaleza de Niš (en serbio, Нишка тврђава / Niška tvrđava) es un conjunto de fortificaciones en la ciudad de Niš, en Serbia, situado en la orilla derecha del río Nišava. De gran importancia histórica, es uno de los mejor preservados de la península balcánica. 

## Historia
Las fortificaciones existentes proceden de época otomana, erigidas en torno al primer cuarto del siglo XVIII. Se levantan sobre anteriores baluartes romanos, bizantinos y medievales. De planta poligonal, con ocho bastiones y cuatro grandes puertas, se extiende a lo largo de 22 hectáreas. Estuvo rodeada por un foso, del que quedan restos en la parte norte.